# Teodebaldo
Teodebaldo I (en latín: Theudoaldus; en francés: Thibaud; en alemán: Theudebald o Theudowald; provenientes del fráncico Theudebald, de theut, «pueblo», y bald, «audaz» o «atrevido»; c. 535-555) fue rey merovingio de Reims entre 548 y 555.
Teodebaldo era hijo del rey Teodeberto I de Reims y de la galo-romana Deuteria. Nació hacia el año 535. A la muerte de su padre en 548 accedió al trono de Reims. Entonces contaba sólo con 13 años y era menor de edad. Desde su infancia había sido débil y enfermizo; pero la lealtad que le profesaban los nobles del reino por la memoria de su padre facilitaron un traspaso pacífico del poder.

El reino franco en el 548, año de la ascensión al trono de Teodebaldo.

Teodebaldo estuvo casado con la princesa Waldrada, una hija del rey longobardo Wacho y hermana de la segunda esposa de su padre. Este matrimonio permitió estrechar los lazos con sus aliados longobardos.
Sin embargo, Teodebaldo no supo conservar las conquistas territoriales de su padre en el norte de Italia. El emperador bizantino Justiniano I pudo minar la alianza franco-lombarda y en 552 mandó un ejército, comandado por el general Narsés, a la conquista de la península. Teodebaldo, al igual que había hecho su padre, evitó el confrontamiento directo con los bizantinos.
Tras una larga enfermedad y postración, murió en 555 sin haber tenido descendencia.
El reino de Reims pasó a manos de su tío abuelo Clotario I, que logró así reunificar el antiguo Reino Franco, dividido por Clodoveo I.